# Crepidohamma frontalis
Crepidohamma frontalis är en tvåvingeart som först beskrevs av Aldrich 1915.  Crepidohamma frontalis ingår i släktet Crepidohamma och familjen smalvingeflugor. Inga underarter finns listade i Catalogue of Life.